# Ćelije (Lajkovac)
Ćelije (Servisch cyrillisch: Ћелије) is een plaats in de Servische gemeente Lajkovac. De plaats telt 824 inwoners (2002).